# Lamborghini Calà
El Lamborghini Calà, también llamado Italdesign Calà, es un prototipo de automóvil diseñado para Lamborghini por Italdesign Giugiaro. En primer lugar, se mostró en el Salón del Automóvil de Ginebra de 1995. Se trata de un prototipo completamente funcional que nunca entró en producción. Hoy, el Calà es exhibido en el Museo de Italdesign, en Italia.

## Diseño y características
El Calà fue diseñado por Giorgetto Giugiaro para ocupar la necesidad de Lamborghini de un reemplazo del Jalpa, que finalizó su producción en 1988 a instancias de la entonces propietaria de la empresa, Chrysler. La carrocería del Calà fue construida con fibra de carbono.
En 1994 Chrysler vendió Lamborghini a Megatech, el diseño del Calà tomó forma, pero cuando Megatech vendió Lamborghini al Grupo Volkswagen en 1998, el prototipo fue dejado de lado. El reemplazo del Jalpa no sería hallado en la línea de Lamborghini hasta el año 2003, con la introducción del Lamborghini Gallardo. 
El Calà era propulsado por un motor V10 con 40 válvulas y 3900 cc montado en posición central trasera a 90 grados, que producía 400 CV (300 kW) de potencia, apareado a una transmisión manual de 6 velocidades que manejaba las ruedas traseras. La velocidad máxima fue estimada en 289 km/h (180 mph), y aceleraba de 0 a 100 km/h en 5 segundos.

## Apariciones en multimedia

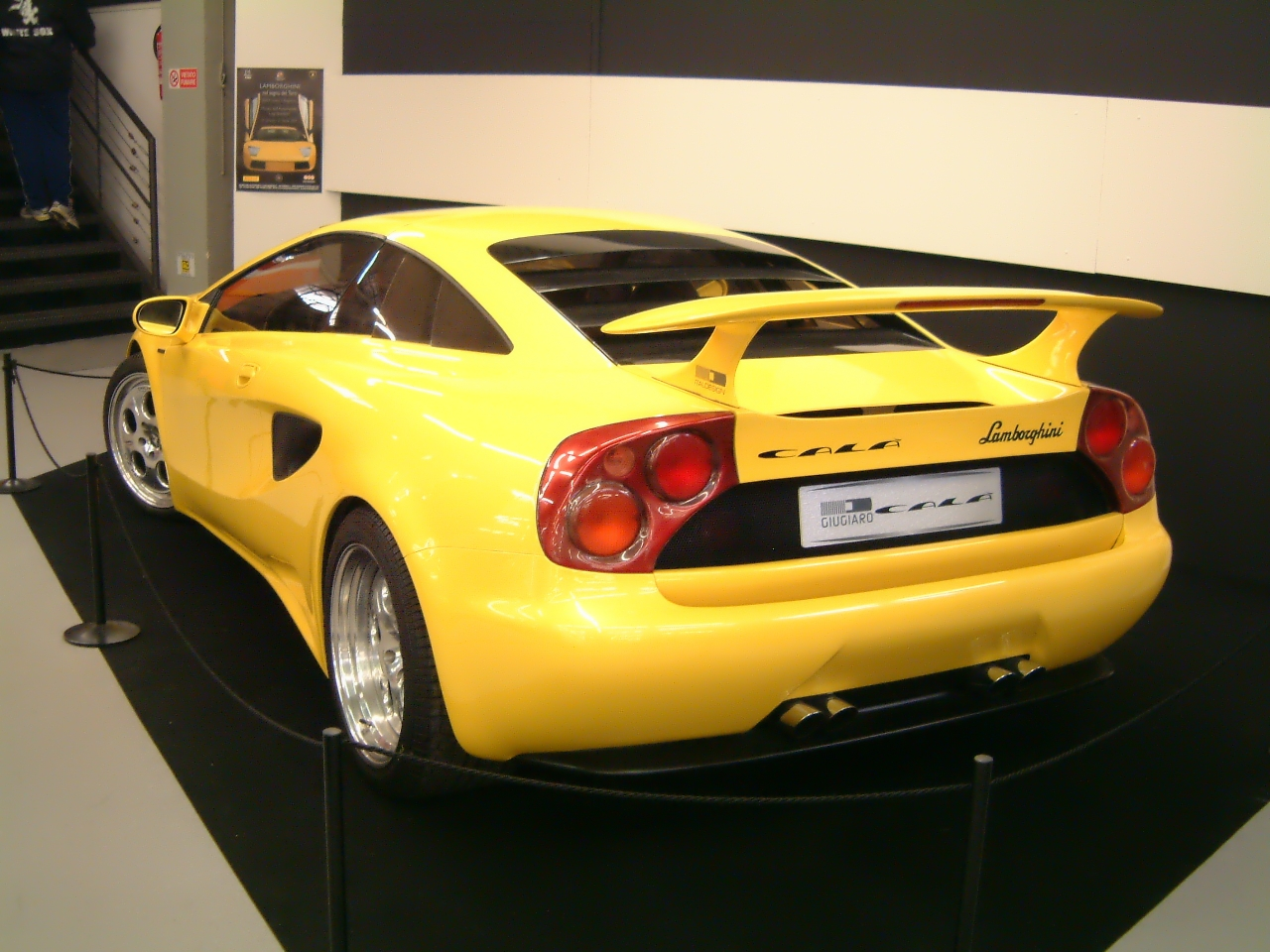
Vista posterior del Calà.

El coche apareció en los videojuegos de ordenador de 1997 Need for Speed II y Need for Speed II SE.